# Arne Marit
Arne Marit (ur. 21 stycznia 1999 w Galmaarden) – belgijski kolarz szosowy.

## Osiągnięcia
Opracowano na podstawie:

2017
- 1. miejsce w Nokere Koerse juniorów
- 1. miejsce na etapie 2b Internationale Niedersachsen-Rundfahrt der Junioren

2018
- 1. miejsce na 1. etapie Okolo Jižních Čech (jazda drużynowa na czas)

2019
- 1. miejsce w Grand Prix Criquielion
- 3. miejsce w Antwerpse Havenpijl

2020
- 1. miejsce na 2. etapie Tour Bitwa Warszawska 1920
- 2. miejsce w mistrzostwach Belgii U23 (start wspólny)

2021
- 1. miejsce w Grand Prix du Morbihan

## Rankingi
| Rok             | 2018  | 2019  | 2020 | 2021 | 2022 | 2023 | 2024 |
| --------------- | ----- | ----- | ---- | ---- | ---- | ---- | ---- |
| World Ranking   | 2200. | 1007. | 704. | 118. | 496. | 191. | 428. |
| UCI Europe Tour | 1459. | 723.  | 564. | 101. | 395. | -    | -    |
|                 |       |       |      |      |      |      |      |
| Źródło: UCI     |       |       |      |      |      |      |      |